# Dobrkovići
Dobrkovići är en ort i Bosnien och Hercegovina.   Den ligger i entiteten Federationen Bosnien och Hercegovina, i den södra delen av landet, 80 km sydväst om huvudstaden Sarajevo. Dobrkovići ligger 467 meter över havet och antalet invånare är 569.
Terrängen runt Dobrkovići är lite bergig, och sluttar söderut.Närmaste större samhälle är Široki Brijeg, 4,0 km sydost om Dobrkovići. 
Omgivningarna runt Dobrkovići är en mosaik av jordbruksmark och naturlig växtlighet. Runt Dobrkovići är det ganska tätbefolkat, med 93 invånare per kvadratkilometer.